# Srbice (ort i Tjeckien, Ústí nad Labem)
Srbice är en ort i Tjeckien.   Den ligger i regionen Ústí nad Labem, i den nordvästra delen av landet, 70 km nordväst om huvudstaden Prag. Srbice ligger 205 meter över havet och antalet invånare är 253.
Terrängen runt Srbice är kuperad norrut, men söderut är den platt.Runt Srbice är det ganska tätbefolkat, med 248 invånare per kvadratkilometer. Närmaste större samhälle är Ústí nad Labem, 11,5 km öster om Srbice. Omgivningarna runt Srbice är en mosaik av jordbruksmark och naturlig växtlighet.